# Polydactylus octonemus
Polydactylus octonemus är en fiskart som först beskrevs av Girard, 1858.  Polydactylus octonemus ingår i släktet Polydactylus och familjen Polynemidae. Inga underarter finns listade i Catalogue of Life.